# Andrzej Jaroszewicz
Andrzej Jaroszewicz (ur. 7 października 1946 w Warszawie) – polski kierowca rajdowy, syn premiera Polskiej Rzeczypospolitej Ludowej Piotra Jaroszewicza.

## Życiorys
Miał pięć lat, gdy 15 lipca 1952 w Sopocie zmarła jego matka porucznik 1 Armii ludowego Wojska Polskiego Oksana Jaroszewiczowa z domu Stefurak. Kiedy ojciec ożenił się w grudniu 1955 z Alicją Solską, opuścił Anin i zamieszkał w Straszynie na Kaszubach. Zdał egzamin maturalny w LO w Pruszczu Gdańskim i został immatrykulowany na Wydziale Prawa i Administracji Uniwersytetu Warszawskiego. Zamieszkał w Warszawie. Za udział w wydarzeniach marcowych 1968 został relegowany z wydziału prawa UW oraz otrzymał powołanie do odbycia czynnej służby wojskowej w Oleśnicy oraz Legnicy.
W latach 70. był dyrektorem Ośrodka Badawczo-Rozwojowego (OBR) FSO oraz dyrektorem naczelnym Centrali Eksportu Wewnętrznego Motoimpex. Do końca 1981 studiował zaocznie na Wydziale Mechanicznym Politechniki Krakowskiej.
Zwycięzca (pilot Ryszard Żyszkowski) Rajdu Warszawskiego w 1975 i 36. Rajdu Polski (również z Ryszardem Żyszkowskim) w 1976.
Po wprowadzeniu 13 grudnia 1981 stanu wojennego ojciec Piotr Jaroszewicz został aresztowany w Aninie przez funkcjonariuszy BOR oraz internowany do grudnia 1982 w Głębokim k. Drawska. Aby uniknąć internowania, Andrzej Jaroszewicz schronił się w Trójmieście.
Zamieszkał w Łodzi. W styczniu 2005 w jednej z łódzkich restauracji został bezpodstawnie oraz brutalnie ujęty przez pięciu zamaskowanych ludzi uzbrojonych w broń gazową i granaty hukowo-błyskowe. Nagraną dla potrzeb telewizji TVN akcję wyemitowano w programie Detektyw. W 2015 Sąd Apelacyjny w Łodzi prawomocnym wyrokiem uznał aresztowanie za bezprawne i nakazał zapłatę 100 000 zł zadośćuczynienia za naruszenie dóbr osobistych podczas zatrzymania.
Znalazł się wśród założycieli zarejestrowanej w 2023 partii Polski Ruch Lewicowy (współtworzonej przez środowisko ROG).

## Ordery i odznaczenia (wybór)
Andrzej Jaroszewicz został odznaczony Brązowym, Srebrnym i Złotym Medalami „Za wybitne osiągnięcia sportowe“, Odznaką „Zasłużony Mistrz Sportu“, Brązowym Medalem „Za zasługi dla obronności kraju“, Srebrnym Krzyżem Zasługi i Krzyżem Kawalerskim Orderu Odrodzenia Polski.

## Twórczość
- z Alicją Grzybowską (żona): Czerwony książę. Andrzej Jaroszewicz w rozmowie z Alicją Grzybowską. Prószyński Media, Warszawa 2016, ISBN 978-83-8069-316-6.
- z Alicją Grzybowską: Piotr Jaroszewicz.  Bellona, Warszawa 2023, ISBN 978-83-11-16805-3.

## W kulturze
Andrzej Jaroszewicz był pierwowzorem postaci Ekstra-Mocnego w serialu Dom (odc. 18 pt. Trzecie kłamstwo) w reżyserii Jana Łomnickiego. Rolę tę grał Maciej Kozłowski.